# Hassan (Distrikt)
Der Distrikt Hassan (Kannada: ಹಾಸನ ಜಿಲ್ಲೆ) ist ein Distrikt des indischen Bundesstaates Karnataka. Verwaltungszentrum ist die namensgebende Stadt Hassan.

## Geografie
Der Distrikt Hassan liegt im Binnenland im Süden Karnatakas. Nachbardistrikte sind Tumakuru im Osten, Mandya im Südosten, Mysuru im Süden, Kodagu im Südwesten, Dakshina Kannada im Westen und Chikkamagaluru im Nordwesten.

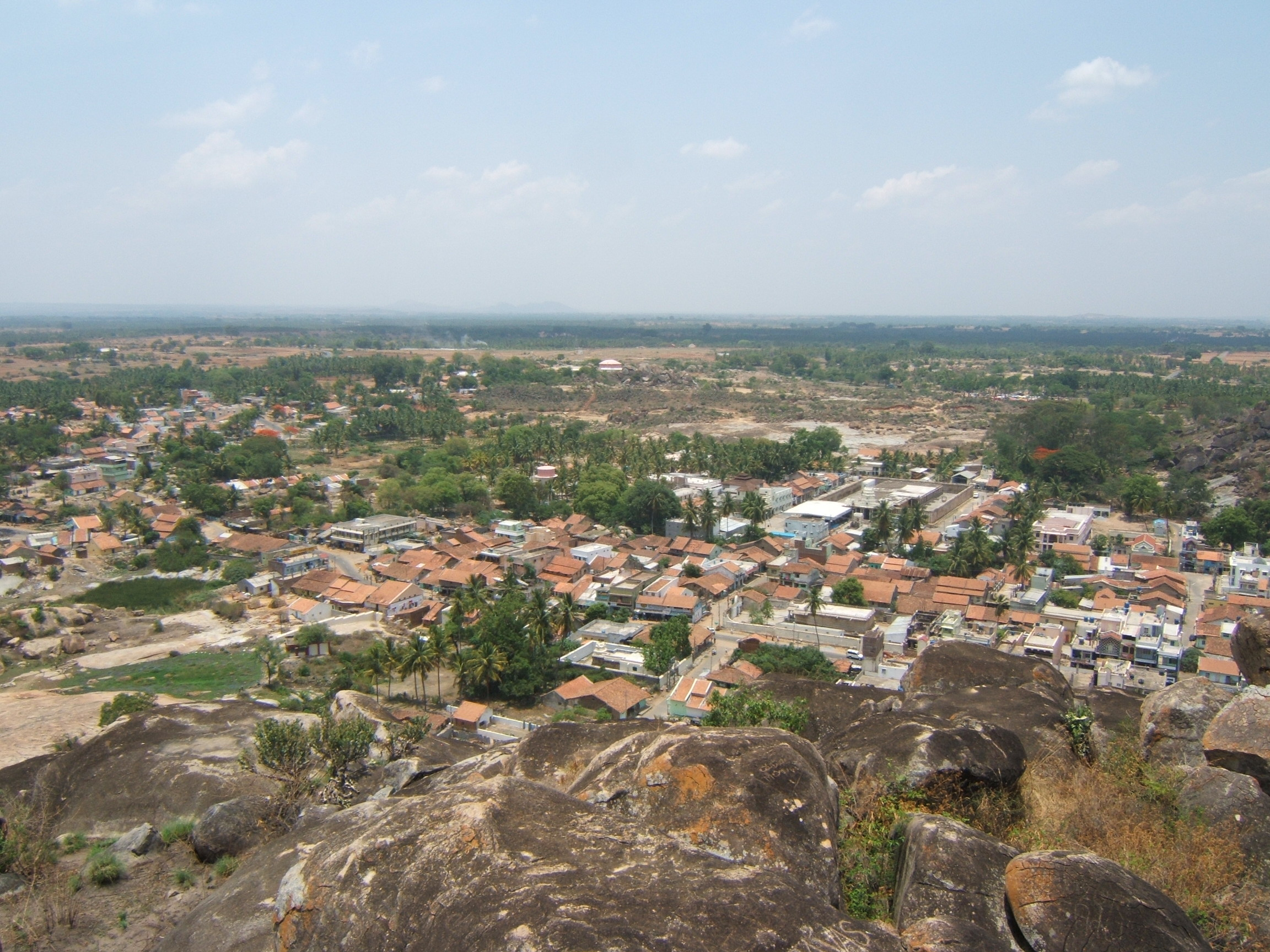
Blick vom Indragiri-Berg über Shravanabelagola und die umliegende Hochebene

Das Gebiet des Distrikts Hassan hat eine Fläche von 6.814 Quadratkilometern und liegt an der Grenze zweier Landschaftsräume: Im Westen hat der Distrikt Anteil an der in den Westghats gelegenen Malnad-Region. Hier ist das Terrain bergig und teilweise noch dicht bewaldet. Die höchste Erhebung ist der Jenkalabetta-Berg mit 1.389 Metern über dem Meeresspiegel. Der östliche Teil des Distrikts gehört zur Region Maidan, die den südlichen Teil des Dekkan-Plateaus einnimmt. Hier stellt sich die Landschaft als sanft hügelige, von Feldern und Weideflächen geprägte Hochebene mit einer durchschnittlichen Höhe von 600 bis 900 Metern dar, aus der sich nur vereinzelt Berge wie der 1.009 Meter hohe Indragiri bei Shravanabelagola erheben. Das Distriktgebiet wird vom Hemavati-Fluss durchflossen. Das Klima ist durch die Höhenlage gemäßigt. Die in den Westghats gelegenen Teile des Distrikts empfangen während des Südwestmonsuns ergiebige Regenfälle.
Der Distrikt Hassan ist in die acht Taluks Alur, Arkalgud, Arsikere, Belur, Channarayapattana, Hassan, Holenarsipur und Sakleshpur unterteilt.

## Geschichte

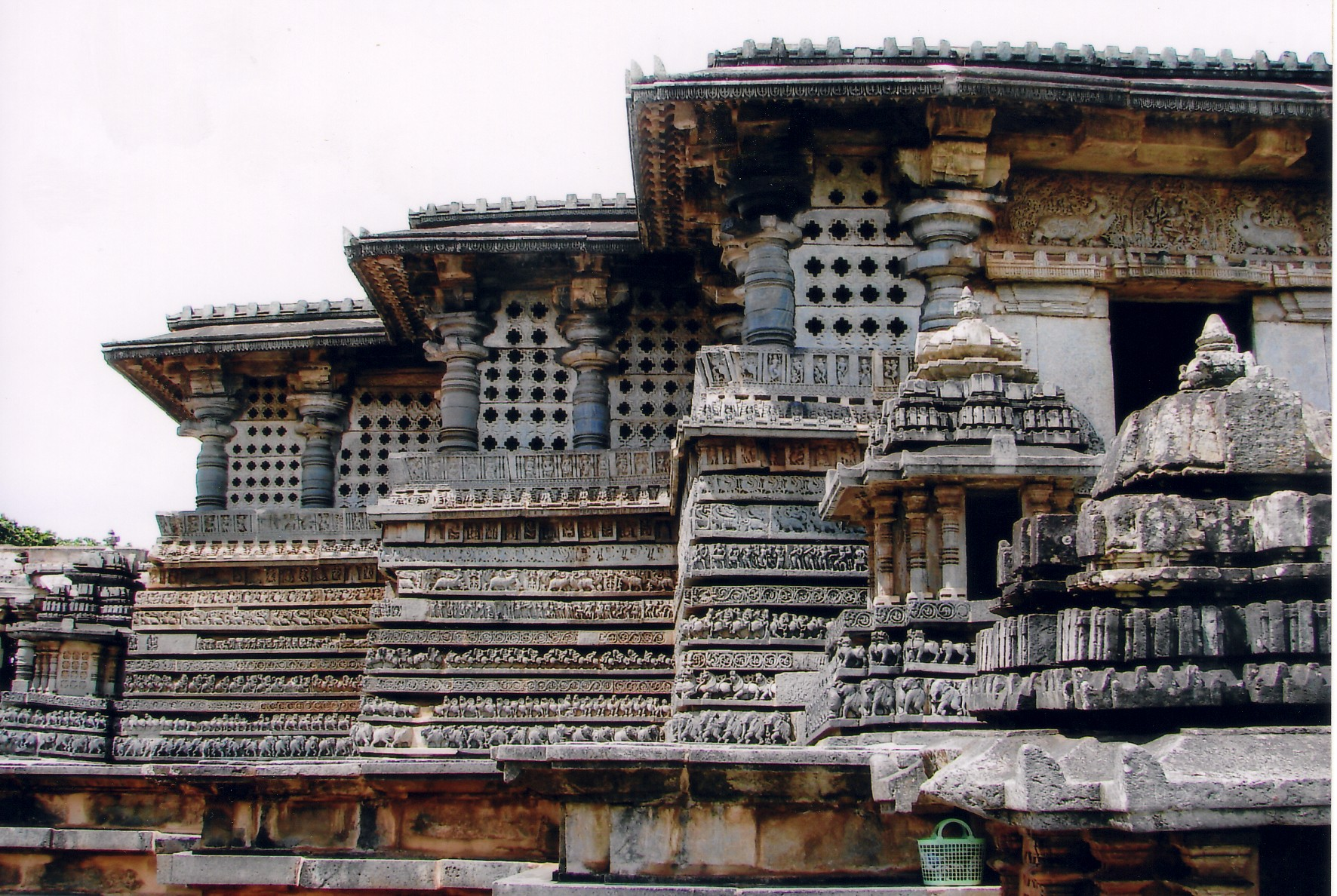
Der von den Hoysala in ihrer Hauptstadt Halebid erbaute Hoysaleshwara-Tempel

Die ältesten historischen Berichte über das Gebiet des heutigen Distrikts Hassan reichen in das 3. Jahrhundert v. Chr. zurück. Der Maurya-König Chandragupta soll damals nach seiner Konversion zum Jainismus nach Shravanabelagola gepilgert und sich dort zu Tode gefastet haben. Später wurde das Gebiet von den Kadamba und den Ganga beherrscht. Im 12. Jahrhundert machten die Hoysala das im heutigen Distrikt Hassan gelegene Dorasamudra (heute Halebid) zu ihrer Hauptstadt und schwangen sich zur vorherrschenden Macht im südlichen Dekkan auf. Im 14. Jahrhundert brach das Hoysala-Reich durch die Invasion islamischer Truppen des Sultanats Delhi zusammen. Wenig später kam das Gebiet unter die Herrschaft des hinduistischen Vijayanagar-Reiches, im 17. Jahrhundert schließlich wurde es von den Rajas von Mysore erobert.
Während der britischen Kolonialzeit war Mysore ein nominell unabhängiger Fürstenstaat unter britischer Oberherrschaft. Seit dieser Zeit besteht der Distrikt Hassan als Verwaltungseinheit und seit 1886 in den heutigen Grenzen. Nach der indischen Unabhängigkeit vollzog Mysore 1949 den Anschluss an die Indische Union. Durch die Neuordnung der indischen Bundesstaaten wurde der Distrikt Hassan 1956 zu einem Teil des nach den Sprachgrenzen des Kannada geschaffenen Bundesstaats Mysore (1973 umbenannt in Karnataka).

## Bevölkerung
Bei der indischen Volkszählung 2011 hatte der Distrikt Hassan 1.776.421 Einwohner. Das Bevölkerungswachstum ist niedrig: Zwischen 2001 und 2011 wuchs die Einwohnerzahl nur um 3,2 Prozent und damit deutlich niedriger als im Mittel Karnatakas (15,7 Prozent). Die Bevölkerungsdichte lag 2011 mit 261 Einwohnern pro Quadratkilometer unter dem Durchschnitt des Bundesstaates (319 Einwohner pro Quadratkilometer). 21,2 Prozent der Einwohner des Distrikts Hassan lebten in Städten. Der Urbanisierungsgrad war damit niedriger als der Mittelwert Karnatakas (38,6 Prozent). Die Alphabetisierungsquote entsprach mit 76,1 Prozent dem Durchschnitt de Bundesstaates (76,1 Prozent).
Unter den Einwohnern des Distrikts stellten Hindus nach der Volkszählung 2011 mit 91,8 Prozent eine große Mehrheit. Zum Islam bekannten sich 6,8 Prozent der Bevölkerung. Andere Religionen spielten keine nennenswerte Rolle: Der christliche Bevölkerungsanteil war mit 0,9 Prozent gering und auch die Jainas waren trotz der Präsenz eines wichtigen Heiligtums in Shravanabelgola mit einem Bevölkerungsanteil demografisch 0,3 Prozent kaum vertreten.

## Sehenswürdigkeiten

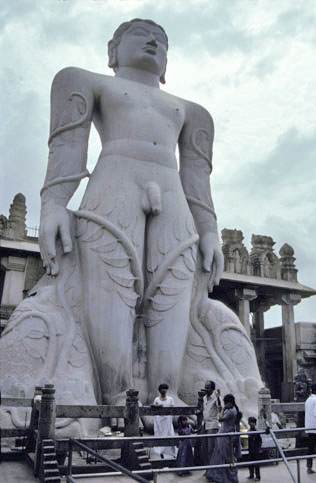
Gomateshwara-Statue in Shravanabelagola

Der Distrikt Hassan verfügt über eine hohe Dichte von kulturgeschichtlich bedeutenden Sehenswürdigkeiten. An die Blütezeit des Hoysala-Reiches im 12. und 13. Jahrhundert erinnern die Tempel von Halebid und Belur. Halebid, einst unter dem Namen Dorasamudra die Hauptstadt der Hoysala, ist heute ein unbedeutendes Dorf, in dem nur noch der Ende des 12. Jahrhunderts erbaute Hoysaleshwara-Tempel und einige kleinere Heiligtümer an die einstige Bedeutung des Ortes erinnern. Der Chennakeshava-Tempel von Belur wurde 1116 begonnen; wie der Hoysaleshwara-Tempel ist er mit filigranen Reliefschmuck reich verziert. Die Tempel von Halebid und Belur gelten neben dem Keshava-Tempel von Somanathapura als Höhepunkte der Hoysala-Architektur.
In Shravanabelagola befindet sich eines der wichtigsten Heiligtümer der Jaina-Religion. Hauptanziehungspunkt für Pilger und Touristen ist die aus dem 10. Jahrhundert stammende Kolossalstatue des Jaina-Heiligen Gomateshwara. Das 17,50 Meter hohe Standbild befindet sich umgeben von Tempelbauten auf dem Gipfel des Indragiri-Hügels. Weitere Jaina-Tempel aus der Zeit zwischen dem 9. und 12. Jahrhundert liegen auf dem Gipfel des benachbarten Chandragiri-Hügels.

## Städte
| Stadt             | Einwohner (2001) |
| ----------------- | ---------------- |
| Alur              | 6.133            |
| Arkalgud          | 15.184           |
| Arsikere          | 43.125           |
| Belur             | 20.225           |
| Channarayapattana | 33.240           |
| Hassan            | 117.386          |
| Holenarsipur      | 27.018           |
| Sakleshpur        | 23.201           |
| Sathyamangala     | 11.399           |